# Sametinget (Norge)
För Sametinget i Kiruna, se  Sametinget (Sverige), för Sametinget i Enare, se Sametinget (Finland), för Sametinget på Kolahalvön, se Sametinget (Ryssland)

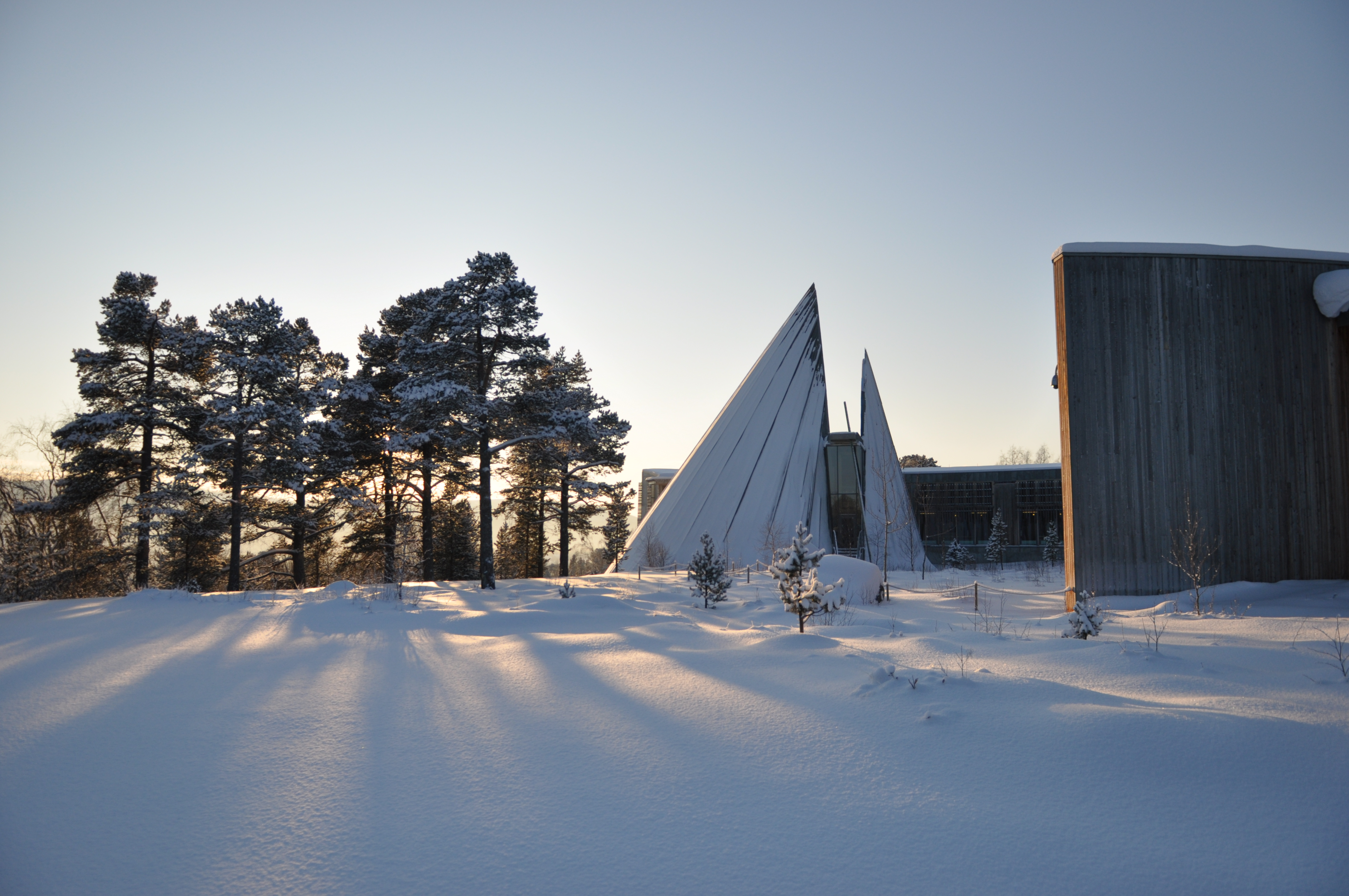
Sametingets byggnad i Karasjok

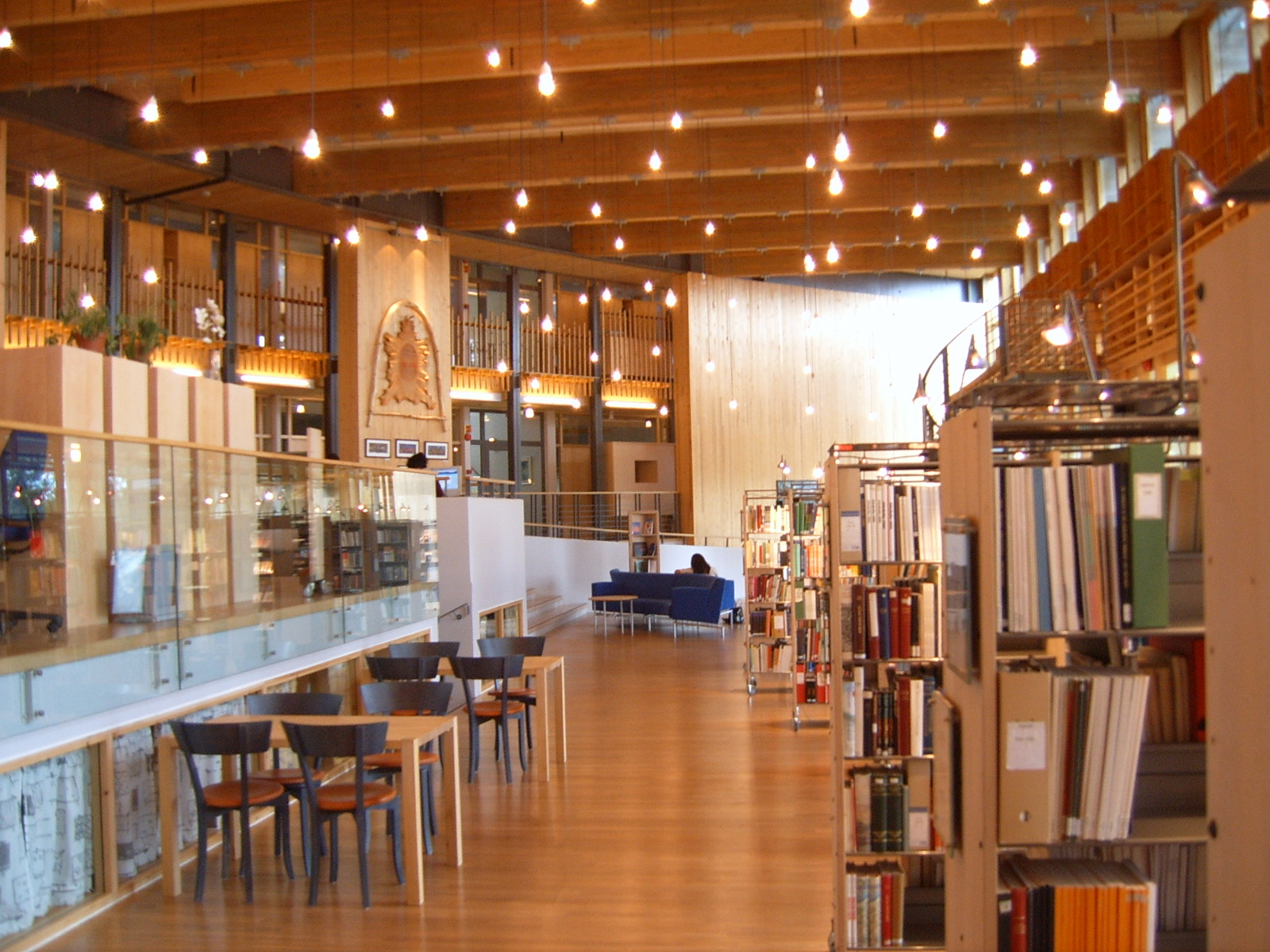
Sametingets bibliotek

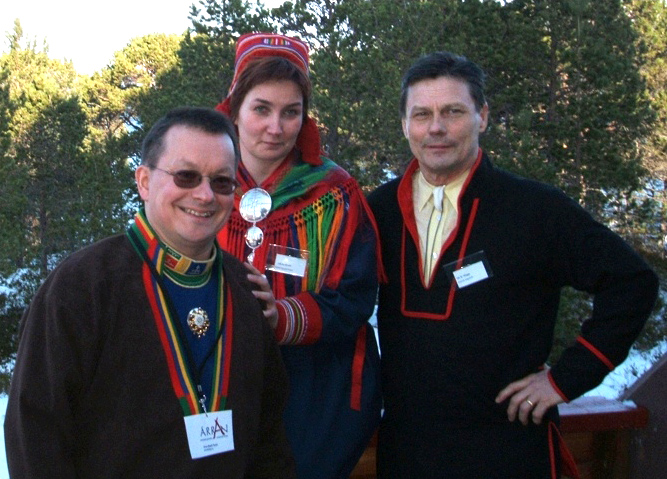
De tre sametingspresidenterna Sven-Roald Nystø, Aili Keskitalo och Ole Henrik Magga

Sametingets valkretsar:
Nuortaguovllu válgabiire/Östra valkretsen
Ávjovári válgabiire/Ávjovári valkrets
Davveguovllu válgabiire/Norra valkretsen
Gáiseguovllu válgabiire/Gáisi valkrets
Viestarmera válggabijrra/Viesttarmeara válgabiire/Vesthavets valkrets
Åarjel-Saepmie/Sydsamiska valkretsen
Lulli-Norgga válgabiire/Sydnorges valkrets

Sametinget (nordsamiska: Sámediggi) är en folkvald församling för samer i Norge.
Sametinget är en politisk institution som ska stärka samernes politiska position. Det arbetar efter parlamentariska principer, innebärande att det sittande Sametingsrådet, under ledning av  sametingspresidenten, baserar sitt arbete på majoritet för sina förslag vid omröstningar på tinget.
Sametingsbyggnaden och kansliet ligger i Karasjok i Finnmark.

## Val
Alla registrerade i Sametingets valmanslista är valbara och kan rösta i sametingsvalen, vilka hålls vid samma tillfällen som stortingsvalen, vart fjärde år. 
| År   | Antal  |
| ---- | ------ |
| 1989 | 5 505  |
| 1997 | 8 665  |
| 2001 | 9 921  |
| 2005 | 12 538 |
| 2009 | 13 890 |
| 2011 | 14 162 |
| 2013 | 15 005 |
| 2015 | 15 356 |
| 2017 | 16 958 |
| 2019 | 18 103 |
| 2021 | 20 545 |

Vid sametingsvalen 1989–2009 fanns 13 valkretsar och valdes in 39 ledamöter. Under valperioden 2005–2009 fanns därutöver fyra utjämningsmandat. Till sametingsvalet 2009 infördes en ny valordning, vilken gick ut på att antalet valkretsar minskades till sju och antalet ledamöter till 39, utan utjämningsmandat. Mandatfördelningen i valkretsarna baserades på antalet registrerade i valmanslistorna.

## Historik
År 1978 beslöt Stortinget att dämma upp Alta-Kautokeinoälven och bygga ett vattenkraftverk. Detta ledde till omfattande protester, aktioner och demonstrationer både från samer och från miljögrupper, den så kallade Alta-konflikten. Samernas kamp mot kraftstationen och för sina rättigheter som ursprungsbefolkning fick stor uppmärksamhet både i Norge och utomlands. Regeringen tillsatte då Samerettsutvalget och Samekulturutvalget for att tillmötesgå samernas krav.
År 1984 lade Samerettsutvalget fram sin första delrapport, Om samenes rettstilling (NOU 23:1984), vilken lade grunden för Stortingets beslut i juni 1987 om den så kallade Sameloven, Lov om Sametinget og andre samiske rettsforhold och med denna upprättandet av Sametinget. 
Det första sametingsvalet hölls hösten 1989 och det första sametinget öppnades den 9 oktober 1989 i Karasjok av H.M. Kong Olav V. Som första president valdes Ole Henrik Magga från Norske Samers Riksforbund.

## Sametingets ledamöter efter 2009 års val
- Det Norske Arbeiderparti 14  representanter

- Norske Samers Riksforbund 11 representanter
- Árja 3 representanter
- Fremskrittspartiet 3 representanter
- Norske Samers Riksforbunds och Samefolkets Partis samlingslista 2 representanter
- Åarjel-Saemiej Gielh 1 representanter
- Høyre 1 representant
- Flyttsamelista 2 representanter
- Nordkalottfolket 1 representant
- Samer bosatt i Sør-Norge 1 representant

## Sametingspresidenter
| Nr | Namn                | Namn                        | Tillträdde | Avgick   | Parti                     |
| -- | ------------------- | --------------------------- | ---------- | -------- | ------------------------- |
| 1  | Ole Henrik Magga    | Ole Henrik Magga (1947–)    | 1989       | 1997     | Norske Samers Riksforbund |
| 2  | Sven-Roald Nystø    | Sven-Roald Nystø (1956–)    | 1997       | 2005     | Norske Samers Riksforbund |
| 3  | Aili Keskitalo      | Aili Keskitalo (1968–)      | 2005       | 2007     | Norske Samers Riksforbund |
| 4  | Egil Olli           | Egil Olli (1949–)           | 2007       | 2013     | Arbeiderpartiet           |
| 5  | Aili Keskitalo      | Aili Keskitalo (1968–)      | 2013       | 2016     | Norske Samers Riksforbund |
| 6  | Vibeke Larsen       | Vibeke Larsen (1971–)       | 2016       | 2017     | Arbeiderpartiet           |
| 6  | Vibeke Larsen       | Vibeke Larsen (1971–)       | 2017       | 2017     | Partipolitisk oavhängig   |
| 7  | Aili Keskitalo      | Aili Keskitalo (1968–)      | 2017       | 2021     | Norske Samers Riksforbund |
| 8  | Silje Karine Muotka | Silje Karine Muotka (1975–) | 2021       | Sittande | Norske Samers Riksforbund |

## Kommittéer
Sametinget har fyra fackkommittéer:
- Kontroll- og konstitusjonskomiteen
- Plan- og finanskomiteen
- Oppvekst-, omsorgs- og utdanningskomiteen
- Nærings- og kulturkomiteen